# 日野村 (鳥取県)
日野村（ひのそん）は、鳥取県日野郡にあった村。日野郡日野町の一部にあたる。

## 地理
中国山地の北斜面、日野川の上流域に位置していた。

## 歴史
- 1889年（明治22年）10月1日、町村制の施行により、日野郡渡村、安井村が発足[3]。
- 1913年（大正2年）9月1日、上記2村が合併して日野村が発足[1][2]。大字を継承し小原、奥別所、榎市、本郷、下榎、津地、野田、舟場、安原の9大字を編成[2]。
- 1914年（大正3年）大字奥別所が別所に改称[4]。
- 1919年（大正8年）根雨電気株式会社が全村に電気点灯[2]。
- 1921年（大正10年）稲作凶作ため小作争議が発生し、1924年（大正13年）日本農民組合日野支部が結成された[2]。
- 1923年（大正12年）日野村信用購買組合設立[2]
- 1932年（昭和7年）日野村信用購買販売利用組合設立[2]
- 1941年（昭和16年）日野村森林組合設立[2]
- 1943年（昭和18年）日野村農業会設立[2]
- 第二次世界大戦末期、兵庫県魚崎尋常小学校（現神戸市立魚崎小学校）の集団学童疎開を受け入れた[2]。
- 1948年（昭和23年）日野村農業協同組合設立[2]
- 1953年（昭和28年）10月1日、日野郡根雨町と合併し根雨町が存続して廃止された[1][2]。合併後、根雨町大字小原・別所・榎市・本郷・下榎・津地・野田・舟場・安原となる[2]。

## 産業
- 農業、林業[2]

## 教育
- 渡村と安井村の合併に伴い、渡尋常小学校と安井尋常小学校の統合問題が起こり1935年（昭和10年）まで継続し、大字本郷字加瀬地に日野尋常小学校を、大字別所字小林に同校分校を設置することで解決した[2]。1936年（昭和11年）新校舎落成[2]。1940年（昭和15年）高等科併置[2]。1946年（昭和21年）校舎が一部を残して火災で焼失[2]。1948年（昭和23年）新校舎落成[2]。
- 1947年（昭和22年）日野中学校が開校し、1954年（昭和29年）根雨中学校に合併[2]。（日野町立日野中学校 (鳥取県)参照）